# Coniella pulchella
Coniella pulchella är en svampart som beskrevs av Höhn. 1918. Coniella pulchella ingår i släktet Coniella och familjen Schizoparmaceae.   Inga underarter finns listade i Catalogue of Life.